# 358 هـ
358 هـ هي سنة في التقويم الهجري امتدت مقابلةً في التقويم الميلادي بين سنتي 968 و969.

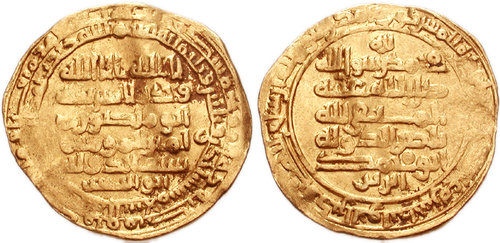
دينار ذهبي صُك في عهد ناصر الدولة الحمداني

## مواليد
- بديع الزمان الهمذاني صاحب المقامات.
- عبد الله العامري

## وفيات
- أبو عبد الله الرباحي
- الحسين بن حمدان الخصيبي
- ناصر الدولة الحمداني
- أبو الحسن الزندوردي